# Lyonshall
Lyonshall – wieś w Anglii, w hrabstwie Herefordshire. Leży 24 km na północny zachód od miasta Hereford i 210 km na zachód od Londynu. Miejscowość liczy 750 mieszkańców.